# Lindolfo Collor
Lindolfo Collor est une ville brésilienne de la mésorégion métropolitaine de Porto Alegre, capitale de l'État du Rio Grande do Sul, faisant partie de la microrégion de Gramado-Canela et située à 57 km au nord de Porto Alegre. Elle se situe à une latitude de 29° 35′ 46″ sud et à une longitude de 51° 12′ 39″ ouest, à 200 m d'altitude. Sa population était estimée à 5 279 en 2007, pour une superficie de 33 km2. L'accès s'y fait par la RS-122 et la RS-840.
L'ancien nom du lieu où se trouve aujourd'hui Lindolfo Collor était Picada Capivara ("chemin du capybara") pour avoir beaucoup de ces animaux dans l'endroit à l'époque de la colonisation allemande dont sa population est issue. Lors de son émancipation, en 1992, la commune prit le nom de Lindolfo Collor en hommage au Ministre du travail de Getúlio Vargas qui réalisa et mis en place les lois sur le travail.

## Villes voisines
- São José do Hortêncio
- Presidente Lucena
- Ivoti
- Estância Velha
- Portão